# Classe valenta
Classe valenta és una pel·lícula documental espanyola del 2017 dirigida per Víctor Alonso Berbel amb un guió escrit per Víctor Alonso Berbel, Borja Barrera Allué i Jan Matheu. Ha estat doblat al català, castellà, anglès i francès.

## Sinopsi
El documental investiga la importància del llenguatge en la nostra forma d'entendre el món. La realitat canvia en funció de les paraules que utilitzem per a definir-la. Classe valenta fa un experiment social analitza com varia la nostra percepció de la realitat en funció de les paraules que utilitzem per definir-la i investiga la importància del llenguatge en nostra manera d'entendre el món. Parteix de les entrevistes fetes a més de vint experts en la matèria com Owen Jones, Íñigo Errejón, Christian Salmon, Estrella Montolío, George Lakoff, Luis Arroyo o Iñaki Gabilondo, Miquel Iceta, Meritxell Termes, Luis Alegre Zahonero i altres destacats protagonistes de l'àmbit de la comunicació política i la informació.

## Reconeixements
Ha estat guardonada com a millor pel·lícula indie al Festival Internacional de Cinema d'Albacete Abycine (2016) i ha estat nominada al premi Gaudí a la millor pel·lícula documental (2017).